# Gerard Lindqvist
Gerard Lindqvist, egentligen Sven Rune Gerhard Lindkvist, född 21 november 1930 i Flen, död 11 oktober 2011 i Huddinge församling, var en svensk skådespelare.

## Filmografi
- 1955 – Blå himmel
- 1956 – Där möllorna gå...
- 1957 – Värmlänningarna
- 1958 – Kvinnlig spion 503

## Teater

### Roller
| År   | Roll      | Produktion                     | Regi             | Teater            |
| ---- | --------- | ------------------------------ | ---------------- | ----------------- |
| 1955 | Bo Decker | Älska mig, flicka William Inge | Per-Axel Branner | Alléteatern       |
| 1956 |           | Erik XIV August Strindberg     | Ingmar Bergman   | Malmö Stadsteater |
| 1957 |           | Peer Gynt Henrik Ibsen         | Ingmar Bergman   | Malmö Stadsteater |